# Oceania Cup 2013
El Oceania Cup de 2013, fue la 5.ª edición del torneo. El cuadrangular que fiscalizó la FORU, hoy Oceania Rugby, fue ganado por las Islas Cook en forma invicta y los partidos se llevaron a cabo en el Lloyd Robson Oval de Puerto Moresby, Papúa Nueva Guinea.
El torneo sirvió como clasificatoria oceánica para la Copa del Mundo de Inglaterra 2015. Islas Cook debió enfrentar más adelante a Fiyi el 24 de junio del siguiente año cayendo derrotado por 108 - 6.

## Equipos participantes
- Selección de rugby de Islas Cook (Cookies)
- Selección de rugby de Islas Salomón
- Selección de rugby de Papúa Nueva Guinea (The Pukpuks)
- Selección de rugby de Tahití (Tahiti Nui)

## Posiciones
| Pos. | Equipo             | Encuentros | Encuentros | Encuentros | Encuentros | Tantos  | Tantos    | Tantos     | Puntos Bonus | Puntos Totales |
| Pos. | Equipo             | jugados    | ganados    | empatados  | perdidos   | a favor | en contra | diferencia | Puntos Bonus | Puntos Totales |
| ---- | ------------------ | ---------- | ---------- | ---------- | ---------- | ------- | --------- | ---------- | ------------ | -------------- |
| 1    | Islas Cook         | 3          | 3          | 0          | 0          | 114     | 48        | + 66       | 3            | 15             |
| 2    | Papúa Nueva Guinea | 3          | 2          | 0          | 1          | 99      | 91        | + 8        | 4            | 12             |
| 3    | Islas Salomón      | 3          | 1          | 0          | 2          | 57      | 90        | - 33       | 1            | 5              |
| 4    | Tahití             | 3          | 0          | 0          | 3          | 59      | 100       | - 41       | 3            | 3              |

Nota: Se otorgan 4 puntos al equipo que gane un partido, 2 al que empate y 0 al que pierda
Puntos Bonus: 1 punto por convertir 4 tries o más en un partido y 1 al equipo que pierda por no más de 7 tantos de diferencia

## Resultados

### Primera fecha
| 6 de julio | Islas Cook | 38 - 5  | Tahití |                               |                               |
|            |            | Reporte |        | Asistencia: 4000 espectadores | Asistencia: 4000 espectadores |

| 6 de julio | Papúa Nueva Guinea | 29 - 22 | Islas Salomón |                               |                               |
|            |                    | Reporte |               | Asistencia: 6000 espectadores | Asistencia: 6000 espectadores |

### Segunda fecha
| 9 de julio | Islas Salomón | 12 - 39 | Islas Cook |                               |                               |
|            |               | Reporte |            | Asistencia: 1000 espectadores | Asistencia: 1000 espectadores |

| 9 de julio | Tahití | 32 - 39 | Papúa Nueva Guinea |                               |                               |
|            |        | Reporte |                    | Asistencia: 3000 espectadores | Asistencia: 3000 espectadores |

### Tercera fecha
| 13 de julio | Islas Salomón | 23 - 22 | Tahití |                               |                               |
|             |               | Reporte |        | Asistencia: 3000 espectadores | Asistencia: 3000 espectadores |

| 13 de julio | Papúa Nueva Guinea | 31 - 37 | Islas Cook |                               |                               |
|             |                    | Reporte |            | Asistencia: 7000 espectadores | Asistencia: 7000 espectadores |

| Bandera de Islas Cook |
| Campeón Islas Cook    |
| Primer título         |